# Station Dolna Odra
Station Dolna Odra is een spoorwegstation in de Poolse plaats Nowe Czarnowo.